# Personalisation
Personalisation (Individuation) ist in der Soziologie und Psychologie der Prozess der Entwicklung der individuellen Persönlichkeit.

## Soziologie
Personalisation wird umschrieben als mehr oder weniger weitgehende Selbstformung und -steuerung der eigenen Triebstrukturen wie als sinngebende, koordinierende und verantwortlich gestaltete Rückwirkung des Individuums auf die Faktoren der Gesellschaft und Kultur. Die Person hat die Vielzahl der Verhaltenserwartungen miteinander zu vergleichen und zu beurteilen, zwischen ihnen zu wählen und sie zu persönlichen Wertüberzeugungen zu verbinden.
Durch die aktive Auseinandersetzung mit den Normen, Werten und Haltungen einer Gesellschaft und ihrer Kultur, kann sich der Einzelne weiterentwickeln und Aufgaben eines mündigen Bürgers übernehmen. 
Dieser Prozess geht also über die Sozialisation und Enkulturation hinaus, bzw. schließt sich daran an. Das Konzept besagt, dass die entwickelte Persönlichkeit nicht einseitig an die Gesellschaft und die Kultur angepasst ist, sondern auf diese zurückwirkt und übermäßigen Anpassungszwängen Widerstand entgegenzusetzen vermag.

## Psychologie
Karl Jaspers bezeichnet den besonderen persönlichen Ton, den jede psychische Aktivität in der Regel erhält, als Personalisation. Sie stellt so eines der vier formalen Merkmale des Ichbewusstseins dar. Andere Autoren bezeichnen diese Eigenschaft als Ichqualität.